# Persephonaster celebensis
Persephonaster celebensis är en sjöstjärneart som beskrevs av Doderlein 1921. Persephonaster celebensis ingår i släktet Persephonaster och familjen kamsjöstjärnor. Inga underarter finns listade i Catalogue of Life.